# Tenis en 2023
Esta página muestra todos los Torneos celebrados en el tenis en 2023.

## ATP Tour[1]
El ATP World Tour 2023 es el circuito de la élite mundial del tenis profesional organizado por la Asociación de Tenistas Profesionales (ATP) para la temporada 2023. El calendario del ATP Tour está comprendido por los 4 Torneos de Grand Slam (supervisado por la Federación Internacional de Tenis (ITF), los Torneos que comprenden el ATP Masters 1000, el ATP 500, el ATP 250, la Copa Davis (organizado por la ITF) y las ATP Finals.

### ATP Masters 1000
El ATP Masters 1000 será un conjunto de 9 torneos de tenis que forman parte del tour de la Asociación de Tenistas Profesionales (ATP), celebrados anualmente a través de todo el año en Europa, Norteamérica y Asia. La serie constituye en los más prestigiosos torneos en el tenis masculino después de los 4 Torneos de Grand Slam y las ATP Finals.
| Semana del      | Torneo       | También conocido como        | Superficie    | Campeón                                  | Finalista                               | Resultado           |
| --------------- | ------------ | ---------------------------- | ------------- | ---------------------------------------- | --------------------------------------- | ------------------- |
| Individuales    |              |                              |               |                                          |                                         |                     |
| 6 de marzo      | Indian Wells | BNP Paribas Open             | Dura          | Carlos Alcaraz                           | Daniil Medvédev                         | 6-3, 6-2            |
| 20 de marzo     | Miami        | Miami Open presented by Itaú | Dura          | Daniil Medvédev                          | Jannik Sinner                           | 7-5, 6-3            |
| 10 de abril     | Montecarlo   | Rolex Monte-Carlo Masters    | Tierra batida | Andrey Rublev                            | Holger Rune                             | 5-7, 6-2, 7-5       |
| 24 de abril     | Madrid       | Mutua Madrid Open            | Tierra batida | Carlos Alcaraz                           | Jan-Lennard Struff                      | 6-4, 3-6, 6-3       |
| 8 de mayo       | Roma         | Internazionali BNL d'Italia  | Tierra batida | Daniil Medvédev                          | Holger Rune                             | 7-5, 7-5            |
| 7 de agosto     | Toronto      | Rogers Cup                   | Dura          | Jannik Sinner                            | Álex de Miñaur                          | 6-4, 6-1            |
| 14 de agosto    | Cincinnati   | Western & Southern Open      | Dura          | Novak Djokovic                           | Carlos Alcaraz                          | 5-7, 7-6(7), 7-6(4) |
| 2 de octubre    | Shanghái     | Rolex Shanghai Masters       | Dura          | Hubert Hurkacz                           | Andrey Rublev                           | 6-3, 3-6, 7-6(8)    |
| 30 de octubre   | París        | BNP Paribas Masters          | Dura (i)      | Novak Djokovic                           | Grigor Dimitrov                         | 6-4, 6-3            |
| ATP Finals      |              |                              |               |                                          |                                         |                     |
| 12 de noviembre | Londres      | Nitto ATP Finals             | Dura (i)      | Novak Djokovic                           | Jannik Sinner                           | 6-3, 6-3            |
| Dobles          |              |                              |               |                                          |                                         |                     |
| Semana del      | Torneo       | También conocido como        | Superficie    | Campeones                                | Finalistas                              | Resultado           |
| 6 de marzo      | Indian Wells | BNP Paribas Open             | Dura          | Rohan Bopanna Matthew Ebden              | Wesley Koolhof Neal Skupski             | 6-3, 2-6, [10-8]    |
| 20 de marzo     | Miami        | Miami Open presented by Itaú | Dura          | Santiago González Édouard Roger-Vasselin | Austin Krajicek Nicolas Mahut           | 7-6(7-4), 7-5       |
| 10 de abril     | Montecarlo   | Rolex Monte-Carlo Masters    | Tierra batida | Ivan Dodig Austin Krajicek               | Romain Arneodo Tristan-Samuel Weissborn | 6-0, 4-6, [14-12]   |
| 24 de abril     | Madrid       | Mutua Madrid Open            | Tierra batida | Karén Jachánov Andrey Rublev             | Rohan Bopanna Matthew Ebden             | 6-3, 3-6, [10-3]    |
| 8 de mayo       | Roma         | Internazionali BNL d'Italia  | Tierra batida | Hugo Nys Jan Zieliński                   | Robin Haase Botic van de Zandschulp     | 7-5, 6-1            |
| 7 de agosto     | Toronto      | Rogers Cup                   | Dura          | Marcelo Arévalo Jean-Julien Rojer        | Rajeev Ram Joe Salisbury                | 6-3, 6-1            |
| 14 de agosto    | Cincinnati   | Western & Southern Open      | Dura          | Máximo González Andrés Molteni           | Jamie Murray Michael Venus              | 3-6, 6-1, [11-9]    |
| 2 de octubre    | Shanghái     | Rolex Shanghai Masters       | Dura          | Marcel Granollers Horacio Zeballos       | Rohan Bopanna Matthew Ebden             | 5-7, 6-2, [10-7]    |
| 30 de octubre   | París        | BNP Paribas Masters          | Dura (i)      | Santiago González Édouard Roger-Vasselin | Rohan Bopanna Matthew Ebden             | 6-2, 5-7, [10-7]    |
| ATP Finals      |              |                              |               |                                          |                                         |                     |
| 12 de noviembre | Londres      | Nitto ATP Finals             | Dura (i)      | Rajeev Ram Joe Salisbury                 | Marcel Granollers Horacio Zeballos      | 6-3, 6-4            |

### ATP Tour 500
El ATP World Tour 500 es un conjunto de 13 torneos de tenis que forman parte del tour de la Asociación de Tenistas Profesionales (ATP), celebrados anualmente a través de todo el año en Europa, Norteamérica y Asia. La serie constituye en los más prestigiosos torneos en el tenis masculino después de los 4 Torneos de Grand Slam, el Nitto ATP Finals y el ATP World Tour Masters 1000.
| Semana del       | Torneo         | También conocido como                   | Superficie    | Campeón                                  | Finalista                         | Resultado              |
| ---------------- | -------------- | --------------------------------------- | ------------- | ---------------------------------------- | --------------------------------- | ---------------------- |
| Individuales     |                |                                         |               |                                          |                                   |                        |
| 13 de febrero    | Róterdam       | ABN AMRO World Tennis Tournament        | Dura (i)      | Daniil Medvédev                          | Jannik Sinner                     | 5-7, 6-2, 6-2          |
| 20 de febrero    | Río de Janeiro | Rio Open presented by Claro             | Tierra batida | Cameron Norrie                           | Carlos Alcaraz                    | 5-7, 6-4, 7-5          |
| 27 de febrero    | Dubái          | Dubai Duty Free Tennis Championships    | Dura          | Daniil Medvédev                          | Andrey Rublev                     | 6-2, 6-2               |
| 27 de febrero    | Acapulco       | Abierto Mexicano Telcel                 | Dura          | Álex de Miñaur                           | Tommy Paul                        | 3-6, 6-4, 6-1          |
| 17 de abril      | Barcelona      | Barcelona Open Banc Sabadell            | Tierra batida | Carlos Alcaraz                           | Stéfanos Tsitsipás                | 6-3, 6-4               |
| 19 de junio      | Halle          | Noventi Open                            | Hierba        | Aleksandr Búblik                         | Andrey Rublev                     | 6-3, 3-6, 6-3          |
| 19 de junio      | Queen's        | Fever-Tree Championships                | Hierba        | Carlos Alcaraz                           | Álex de Miñaur                    | 6-4, 6-4               |
| 24 de julio      | Hamburgo       | Bet-At-Home Open                        | Tierra batida | Alexander Zverev                         | Laslo Djere                       | 7-5, 6-3               |
| 31 de julio      | Washington     | Citi Open                               | Dura          | Daniel Evans                             | Tallon Griekspoor                 | 7-5, 6-3               |
| 25 de septiembre | Pekín          | China Open                              | Dura          | Jannik Sinner                            | Daniil Medvédev                   | 7-6(2), 7-6(2)         |
| 16 de octubre    | Tokio          | Rakuten Japan Open Tennis Championships | Dura          | Ben Shelton                              | Aslán Karatsev                    | 7-5, 6-1               |
| 23 de octubre    | Viena          | Erste Bank Open                         | Dura (i)      | Jannik Sinner                            | Daniil Medvédev                   | 7-6(7), 4-6, 6-3       |
| 23 de octubre    | Basilea        | Swiss Indoors Basel                     | Dura (i)      | Félix Auger-Aliassime                    | Hubert Hurkacz                    | 7-6(3), 7-6(5)         |
| Dobles           |                |                                         |               |                                          |                                   |                        |
| Semana del       | Torneo         | También conocido como                   | Superficie    | Campeones                                | Finalistas                        | Resultado              |
| 13 de febrero    | Róterdam       | ABN AMRO World Tennis Tournament        | Dura (i)      | Ivan Dodig Austin Krajicek               | Rohan Bopanna Matthew Ebden       | 7-6(7-5), 2-6, [12-10] |
| 20 de febrero    | Río de Janeiro | Rio Open presented by Claro             | Tierra batida | Máximo González Andrés Molteni           | Juan Sebastián Cabal Marcelo Melo | 6-1, 7-6(7-3)          |
| 27 de febrero    | Dubái          | Dubai Duty Free Tennis Championships    | Dura          | Maxime Cressy Fabrice Martin             | Lloyd Glasspool Harri Heliövaara  | 7-6(7-2), 6-4          |
| 27 de febrero    | Acapulco       | Abierto Mexicano Telcel                 | Dura          | Alexander Erler Lucas Miedler            | Nathaniel Lammons Jackson Withrow | 7-6(11-9), 7-6(7-3)    |
| 17 de abril      | Barcelona      | Barcelona Open Banc Sabadell            | Tierra batida | Máximo González Andrés Molteni           | Wesley Koolhof Neal Skupski       | 6-3, 6-7(8-10), [10-4] |
| 19 de junio      | Halle          | Noventi Open                            | Césped        | Marcelo Melo John Peers                  | Simone Bolelli Andrea Vavassori   | 7-6(3), 3-6, [10-6]    |
| 19 de junio      | Quenn's        | Fever-Tree Championships                | Césped        | Ivan Dodig Austin Krajicek               | Taylor Fritz Jiří Lehečka         | 6-4, 6-7(5), [10-3]    |
| 24 de julio      | Hamburgo       | Bet-At-Home Open                        | Tierra batida | Kevin Krawietz Tim Puetz                 | Sander Gillé Joran Vliegen        | 7-6(4), 6-3            |
| 31 de julio      | Washington     | Citi Open                               | Dura          | Máximo González Andrés Molteni           | Mackenzie McDonald Ben Shelton    | 6-7(4), 6-2, [10-6]    |
| 25 de septiembre | Pekín          | China Open                              | Dura          | Ivan Dodig Austin Krajicek               | Wesley Koolhof Neal Skupski       | 6-7(12), 6-3, [10-5]   |
| 16 de octubre    | Tokio          | Rakuten Japan Open Tennis Championships | Dura          | Rinky Hijikata Max Purcell               | Jamie Murray Michael Venus        | 6-4, 6-1               |
| 23 de octubre    | Viena          | Erste Bank Open                         | Dura (i)      | Rajeev Ram Joe Salisbury                 | Nathaniel Lammons Jackson Withrow | 6-4, 5-7, [12-10]      |
| 23 de octubre    | Basilea        | Swiss Indoors Basel                     | Dura (i)      | Santiago González Édouard Roger-Vasselin | Hugo Nys Jan Zieliński            | 6-7(8), 7-6(3), [10-1] |

### ATP Rankings
| Ranking ATP, en individuales (Para el 25 de diciembre del 2023) | Ranking ATP, en individuales (Para el 25 de diciembre del 2023) | Ranking ATP, en individuales (Para el 25 de diciembre del 2023) | Ranking ATP, en individuales (Para el 25 de diciembre del 2023) | Ranking ATP, en individuales (Para el 25 de diciembre del 2023) |
| Rk                                                              | Jugador                                                         | Puntos                                                          | Diferencia                                                      | Torneos                                                         |
| --------------------------------------------------------------- | --------------------------------------------------------------- | --------------------------------------------------------------- | --------------------------------------------------------------- | --------------------------------------------------------------- |
| 1                                                               | Novak Djokovic                                                  | 11245                                                           | 0                                                               | 18                                                              |
| 2                                                               | Carlos Alcaraz                                                  | 8855                                                            | 0                                                               | 18                                                              |
| 3                                                               | Daniil Medvedev                                                 | 7600                                                            | 0                                                               | 22                                                              |
| 4                                                               | Jannik Sinner                                                   | 6490                                                            | 0                                                               | 23                                                              |
| 5                                                               | Andrey Rublev                                                   | 4805                                                            | 0                                                               | 25                                                              |
| 6                                                               | Stefanos Tsitsipas                                              | 4235                                                            | 0                                                               | 24                                                              |
| 7                                                               | Alexander Zverev                                                | 3985                                                            | 0                                                               | 27                                                              |
| 8                                                               | Holger Rune                                                     | 3660                                                            | 0                                                               | 23                                                              |
| 9                                                               | Hubert Hurkacz                                                  | 3245                                                            | 0                                                               | 24                                                              |
| 10                                                              | Taylor Fritz                                                    | 3100                                                            | 0                                                               | 26                                                              |
| 11                                                              | Casper Ruud                                                     | 2825                                                            | 0                                                               | 24                                                              |
| 12                                                              | Álex de Miñaur                                                  | 2740                                                            | 0                                                               | 25                                                              |
| 13                                                              | Tommy Paul                                                      | 2665                                                            | 0                                                               | 26                                                              |
| 14                                                              | Grigor Dimitrov                                                 | 2570                                                            | 0                                                               | 23                                                              |
| 15                                                              | Karén Jachánov                                                  | 2520                                                            | 0                                                               | 22                                                              |
| 16                                                              | Frances Tiafoe                                                  | 2310                                                            | 0                                                               | 22                                                              |
| 17                                                              | Ben Shelton                                                     | 2145                                                            | 0                                                               | 26                                                              |
| 18                                                              | Cameron Norrie                                                  | 1940                                                            | 0                                                               | 25                                                              |
| 19                                                              | Nicolás Jarry                                                   | 1810                                                            | 0                                                               | 22                                                              |
| 20                                                              | Ugo Humbert                                                     | 1765                                                            | 0                                                               | 28                                                              |

| Ranking ATP, en dobles (Para el 25 de diciembre del 2023) | Ranking ATP, en dobles (Para el 25 de diciembre del 2023) | Ranking ATP, en dobles (Para el 25 de diciembre del 2023) | Ranking ATP, en dobles (Para el 25 de diciembre del 2023) | Ranking ATP, en dobles (Para el 25 de diciembre del 2023) |
| Rk                                                        | Jugador                                                   | Puntos                                                    | Diferencia                                                | Torneos                                                   |
| --------------------------------------------------------- | --------------------------------------------------------- | --------------------------------------------------------- | --------------------------------------------------------- | --------------------------------------------------------- |
| 1                                                         | Austin Krajicek                                           | 7130                                                      | 0                                                         | 23                                                        |
| 2                                                         | Ivan Dodig                                                | 6620                                                      | 0                                                         | 21                                                        |
| 3                                                         | Rohan Bopanna                                             | 6390                                                      | 0                                                         | 22                                                        |
| 4                                                         | Matthew Ebden                                             | 6390                                                      | 0                                                         | 25                                                        |
| 5                                                         | Horacio Zeballos                                          | 6307                                                      | 0                                                         | 21                                                        |
| 6                                                         | Rajeev Ram                                                | 6290                                                      | 0                                                         | 24                                                        |
| 7                                                         | Joe Salisbury                                             | 6290                                                      | 0                                                         | 24                                                        |
| 8                                                         | Wesley Koolhof                                            | 6170                                                      | 0                                                         | 23                                                        |
| 9                                                         | Neal Skupski                                              | 6170                                                      | 0                                                         | 24                                                        |
| 10                                                        | Marcel Granollers                                         | 6127                                                      | 0                                                         | 22                                                        |
| 11                                                        | Santiago González                                         | 5830                                                      | 0                                                         | 28                                                        |
| 12                                                        | Édouard Roger-Vasselin                                    | 5830                                                      | 0                                                         | 28                                                        |
| 13                                                        | Máximo González                                           | 4290                                                      | 0                                                         | 26                                                        |
| 13                                                        | Andrés Molteni                                            | 4290                                                      | 0                                                         | 26                                                        |
| 15                                                        | Hugo Nys                                                  | 3885                                                      | 0                                                         | 31                                                        |
| 16                                                        | Jamie Murray                                              | 3850                                                      | 0                                                         | 28                                                        |
| 16                                                        | Michael Venus                                             | 3850                                                      | 0                                                         | 28                                                        |
| 18                                                        | Jean-Julien Rojer                                         | 3840                                                      | 0                                                         | 24                                                        |
| 19                                                        | Marcelo Arévalo                                           | 3840                                                      | 0                                                         | 25                                                        |
| 20                                                        | Jan Zieliński                                             | 3840                                                      | 0                                                         | 28                                                        |

## WTA Tour[2]
El WTA Tour 2023 es la élite mundial del tenis femenino profesional organizado por la Women's Tennis Association (WTA) para la temporada 2023. El calendario de la WTA Tour 2023 comprende los 4 Torneos de Grand Slam (supervisados por la Federación Internacional de Tenis (ITF)), los WTA 1000 , WTA 500 y los WTA 250, la Copa Billie Jean King (organizada por la ITF) y los campeonatos de fin de Año (el WTA Tour Championships y el WTA Elite Trophy).

#### WTA 1000
Los WTA 1000 es un conjunto de 9 torneos de tenis que forman parte del tour de la Asociación de la Women's Tennis Association (WTA), celebrados anualmente a través de todo el año en Europa, Norteamérica y Asia, además de que son los que reparten mayor dinero en la categoría por ser los más importantes solo por detrás de los 4 Torneos de Grand Slam y el WTA Finals.
| Semana del       | Torneo       | También conocido como        | Superficie    | Campeona                                | Finalista                           | Resultado             |
| ---------------- | ------------ | ---------------------------- | ------------- | --------------------------------------- | ----------------------------------- | --------------------- |
| Individuales     |              |                              |               |                                         |                                     |                       |
| 20 de febrero    | Dubái        | Dubái Tennis Championships   | Dura          | Barbora Krejčíková                      | Iga Świątek                         | 6-4, 6-2              |
| 6 de marzo       | Indian Wells | Indian Wells                 | Dura          | Elena Rybakina                          | Aryna Sabalenka                     | 7-6(13-11), 6-4       |
| 20 de marzo      | Miami        | Miami Open presented by Itaú | Dura          | Petra Kvitová                           | Elena Rybakina                      | 7-6(16-14), 6-2       |
| 24 de abril      | Madrid       | Mutua Madrid Open            | Tierra batida | Aryna Sabalenka                         | Iga Świątek                         | 6-3, 3-6, 6-3         |
| 8 de mayo        | Roma         | Internazionali BNL d'Italia  | Tierra batida | Elena Rybakina                          | Anhelina Kalinina                   | 6-4, 1-0, ret.        |
| 7 de agosto      | Montreal     | Rogers Cup                   | Dura          | Jessica Pegula                          | Liudmila Samsónova                  | 6-1, 6-0              |
| 14 de agosto     | Cincinnati   | Western & Southern Open      | Dura          | Cori Gauff                              | Karolína Muchová                    | 6-3, 6-4              |
| 18 de septiembre | Guadalajara  | Guadalajara Open Akron       | Dura          | María Sákkari                           | Caroline Dolehide                   | 7-5, 6-3              |
| 2 de octubre     | Pekín        | China Open                   | Dura          | Iga Świątek                             | Liudmila Samsónova                  | 6-2, 6-2              |
| WTA Finals       |              |                              |               |                                         |                                     |                       |
| 30 de octubre    | WTA Finals   | WTA Finals                   | Dura          | Iga Świątek                             | Jessica Pegula                      | 6-1, 6-0              |
| Dobles           |              |                              |               |                                         |                                     |                       |
| Semana del       | Torneo       | También conocido como        | Superficie    | Campeonas                               | Finalistas                          | Resultado             |
| 20 de febrero    | Dubái        | Dubái Tennis Championships   | Dura          | Veronika Kudermetova Liudmila Samsonova | Hao-Ching Chan Latisha Chan         | 6-4, 6-7(4), [10-1]   |
| 6 de marzo       | Indian Wells | Indian Wells                 | Dura          | Barbora Krejčiková Kateřina Siniaková   | Beatriz Haddad Maia Laura Siegemund | 6-1, 6-7(3-7), [10-7] |
| 10 de marzo      | Miami        | Miami Open presented by Itaú | Dura          | Cori Gauff Jessica Pegula               | Leylah Fernandez Taylor Townsend    | 7-6(8-6), 6-2         |
| 24 de abril      | Madrid       | Mutua Madrid Open            | Tierra batida | Victoria Azarenka Beatriz Haddad Maia   | Cori Gauff Jessica Pegula           | 6-1, 6-4              |
| 8 de mayo        | Roma         | Internazionali BNL d'Italia  | Tierra batida | Storm Sanders Elise Mertens             | Cori Gauff Jessica Pegula           | 6-4, 6-4              |
| 7 de agosto      | Toronto      | Rogers Cup                   | Dura          | Shuko Aoyama Ena Shibahara              | Desirae Krawczyk Demi Schuurs       | 6-4, 4-6, [13-11]     |
| 14 de agosto     | Cincinnati   | Western & Southern Open      | Dura          | Alycia Parks Taylor Townsend            | Nicole Melichar Ellen Perez         | 6-7(1), 6-4, [10-6]   |
| 18 de septiembre | Guadalajara  | Guadalajara Open Akron       | Dura          | Storm Hunter Elise Mertens              | Gabriela Dabrowski Erin Routliffe   | 3-6, 6-2, [10-4]      |
| 2 de octubre     | Pekín        | China Open                   | Dura          | Marie Bouzková Sara Sorribes            | Chan Hao-ching Giuliana Olmos       | 3-6, 6-0, [10-4]      |
| WTA Finals       |              |                              |               |                                         |                                     |                       |
| 30 de octubre    | WTA Finals   | WTA Finals                   | Dura          | Laura Siegemund Vera Zvonareva          | Nicole Melichar Ellen Perez         | 6-4, 6-4              |

#### WTA 500
Los WTA 500 es un conjunto de torneos de tenis que forman parte del tour de la Asociación de la Women's Tennis Association (WTA), celebrados anualmente a través de todo el año en Europa, Norteamérica y Asia, aLa serie constituye en los más prestigiosos torneos en el tenis masculino después de los 4 Torneos de Grand Slam, las WTA Finals y los WTA 1000.
| Semana del       | Torneo     | También conocido como           | Superficie        | Campeona                              | Finalista                               | Resultado           |
| ---------------- | ---------- | ------------------------------- | ----------------- | ------------------------------------- | --------------------------------------- | ------------------- |
| Individuales     |            |                                 |                   |                                       |                                         |                     |
| 2 de enero       | Adelaida 1 | Adelaide International 1        | Dura              | Aryna Sabalenka                       | Linda Nosková                           | 6-3, 7-6(7-4)       |
| 9 de enero       | Adelaida 2 | Adelaide International 2        | Dura              | Belinda Bencic                        | Daria Kasatkina                         | 6-0, 6-2            |
| 6 de febrero     | Abu Dabi   | Abu Dhabi Open                  | Dura              | Belinda Bencic                        | Liudmila Samsonova                      | 1-6, 7-6(8), 6-4    |
| 13 de febrero    | Catar      | Qatar Total Open                | Dura              | Iga Świątek                           | Jessica Pegula                          | 6-3, 6-0            |
| 3 de abril       | Charleston | Volvo Car Open                  | Tierra batida (v) | Ons Jabeur                            | Belinda Bencic                          | 7-6(8-6), 6-4       |
| 17 de abril      | Stuttgart  | Porsche Tennis Grand Prix       | Tierra batida (i) | Iga Świątek                           | Aryna Sabalenka                         | 6-3, 6-4            |
| 19 de junio      | Berlín     | Bett1open                       | Césped            | Petra Kvitová                         | Donna Vekić                             | 6-2, 7-6(6)         |
| 26 de junio      | Eastbourne | Viking International Eastbourne | Césped            | Madison Keys                          | Daria Kasátkina                         | 6-2, 7-6(13)        |
| 31 de julio      | Washington | Mubadala Citi DC Open           | Dura              | Cori Gauff                            | María Sákkari                           | 6-2, 6-3            |
| 11 de septiembre | San Diego  | Southern California Open        | Dura              | Barbora Krejčíková                    | Sofia Kenin                             | 6-4, 2-6, 6-4       |
| 25 de septiembre | Tokio      | Pan Pacific Open                | Dura              | Veronika Kudermetova                  | Jessica Pegula                          | 7-5, 6-1            |
| 9 de octubre     | Zhengzhou  | Zhengzhou Open                  | Dura              | Qinwen Zheng                          | Barbora Krejčíková                      | 2-6, 6-2, 6-4       |
| Dobles           |            |                                 |                   |                                       |                                         |                     |
| Semana del       | Torneo     | También conocido como           | Superficie        | Campeonas                             | Finalistas                              | Resultado           |
| 2 de enero       | Adelaida 1 | Adelaide International 1        | Dura              | Asia Muhammad Taylor Townsend         | Storm Sanders Kateřina Siniaková        | 6-2, 7-6(7-2)       |
| 9 de enero       | Adelaida 2 | Adelaide International 2        | Dura              | Luisa Stefani Taylor Townsend         | Anastasia Pavlyuchenkova Elena Rybakina | 7-5, 7-6(7-3)       |
| 6 de febrero     | Abu Dabi   | Abu Dhabi Open                  | Dura              | Luisa Stefani Shuai Zhang             | Shuko Aoyama Hao-ching Chan             | 3-6, 6-2, [10-8]    |
| 13 de febrero    | Catar      | Qatar Total Open                | Dura              | Cori Gauff Jessica Pegula             | Lyudmyla Kichenok Jeļena Ostapenko      | 6-4, 2-6, [10-7]    |
| 3 de abril       | Charleston | Volvo Car Open                  | Tierra batida (v) | Danielle Collins Desirae Krawczyk     | Ena Shibahara Giuliana Olmos            |                     |
| 17 de abril      | Stuttgart  | Porsche Tennis Grand Prix       | Tierra batida (i) | Demi Schuurs Desirae Krawczyk         | Nicole Melichar Giuliana Olmos          | 6-4, 6-1            |
| 19 de junio      | Berlín     | Bett1open                       | Césped            | Caroline Garcia Luisa Stefani         | Kateřina Siniaková Markéta Vondroušová  | 4-6, 7-6(8), [10-4] |
| 26 de junio      | Eastbourne | Viking International Eastbourne | Césped            | Desirae Krawczyk Demi Schuurs         | Nicole Melichar Ellen Perez             | 6-2, 6-4            |
| 31 de julio      | Washington | Mubadala Citi DC Open           | Dura              | Laura Siegemund Vera Zvonareva        | Alexa Guarachi Monica Niculescu         | 6-4, 6-4            |
| 11 de septiembre | San Diego  | Southern California Open        | Dura              | Barbora Krejčíková Kateřina Siniaková | Danielle Collins Coco Vandeweghe        | 6-1, 6-4            |
| 25 de septiembre | Tokio      | Pan Pacific Open                | Dura              | Ulrike Eikkeri Ingrid Neel            | Eri Hozumi Makoto Ninomiya              | 6-3, 7-6(4)         |
| 9 de octubre     | Zhengzhou  | Zhengzhou Open                  | Dura              | Gabriela Dabrowski Erin Routliffe     | Shuko Aoyama Ena Shibahara              | 6-2, 6-3            |

### WTA Rankings
| Ranking WTA, en individuales (Para el 25 de diciembre del 2023) | Ranking WTA, en individuales (Para el 25 de diciembre del 2023) | Ranking WTA, en individuales (Para el 25 de diciembre del 2023) | Ranking WTA, en individuales (Para el 25 de diciembre del 2023) | Ranking WTA, en individuales (Para el 25 de diciembre del 2023) |
| Rk                                                              | Jugadora                                                        | Puntos                                                          | Diferencia                                                      | Torneos                                                         |
| --------------------------------------------------------------- | --------------------------------------------------------------- | --------------------------------------------------------------- | --------------------------------------------------------------- | --------------------------------------------------------------- |
| 1                                                               | Iga Świątek                                                     | 9295                                                            | 0                                                               | 19                                                              |
| 2                                                               | Aryna Sabalenka                                                 | 9050                                                            | 0                                                               | 16                                                              |
| 3                                                               | Cori Gauff                                                      | 6580                                                            | 0                                                               | 19                                                              |
| 4                                                               | Elena Rybákina                                                  | 6365                                                            | 0                                                               | 18                                                              |
| 5                                                               | Jessica Pegula                                                  | 5975                                                            | 0                                                               | 20                                                              |
| 6                                                               | Ons Jabeur                                                      | 4195                                                            | 0                                                               | 21                                                              |
| 7                                                               | Markéta Vondroušová                                             | 4075                                                            | 0                                                               | 17                                                              |
| 8                                                               | Karolína Muchová                                                | 3651                                                            | 0                                                               | 16                                                              |
| 9                                                               | María Sákkari                                                   | 3620                                                            | 0                                                               | 24                                                              |
| 10                                                              | Barbora Krejčíková                                              | 2880                                                            | 0                                                               | 21                                                              |
| 11                                                              | Beatriz Haddad Maia                                             | 2855                                                            | 0                                                               | 23                                                              |
| 12                                                              | Madison Keys                                                    | 2816                                                            | 0                                                               | 18                                                              |
| 13                                                              | Jeļena Ostapenko                                                | 2720                                                            | 0                                                               | 23                                                              |
| 14                                                              | Petra Kvitová                                                   | 2660                                                            | 0                                                               | 17                                                              |
| 15                                                              | Zheng Qinwen                                                    | 2660                                                            | 0                                                               | 23                                                              |
| 16                                                              | Liudmila Samsónova                                              | 2650                                                            | 0                                                               | 24                                                              |
| 17                                                              | Belinda Bencic                                                  | 2571                                                            | 0                                                               | 17                                                              |
| 18                                                              | Daria Kasátkina                                                 | 2550                                                            | 0                                                               | 25                                                              |
| 19                                                              | Veronika Kudermétova                                            | 2520                                                            | 0                                                               | 25                                                              |
| 20                                                              | Caroline Garcia                                                 | 2095                                                            | 0                                                               | 27                                                              |

| Ranking WTA, en dobles (Para el 25 de diciembre del 2023) | Ranking WTA, en dobles (Para el 25 de diciembre del 2023) | Ranking WTA, en dobles (Para el 25 de diciembre del 2023) | Ranking WTA, en dobles (Para el 25 de diciembre del 2023) | Ranking WTA, en dobles (Para el 25 de diciembre del 2023) |
| Rk                                                        | Jugadora                                                  | Puntos                                                    | Diferencia                                                | Torneos                                                   |
| --------------------------------------------------------- | --------------------------------------------------------- | --------------------------------------------------------- | --------------------------------------------------------- | --------------------------------------------------------- |
| 1                                                         | Storm Sanders                                             | 6055                                                      | 0                                                         | 18                                                        |
| 2                                                         | Elise Mertens                                             | 5870                                                      | 0                                                         | 15                                                        |
| 4                                                         | Cori Gauff                                                | 5755                                                      | 0                                                         | 14                                                        |
| 3                                                         | Jessica Pegula                                            | 5755                                                      | 0                                                         | 15                                                        |
| 5                                                         | Laura Siegemund                                           | 5585                                                      | 0                                                         | 22                                                        |
| 6                                                         | Su-Wei Hsieh                                              | 5241                                                      | 0                                                         | 10                                                        |
| 7                                                         | Taylor Townsend                                           | 5180                                                      | 0                                                         | 12                                                        |
| 8                                                         | Gabriela Dabrowski                                        | 5115                                                      | 0                                                         | 20                                                        |
| 9                                                         | Vera Zvonariova                                           | 5070                                                      | 0                                                         | 22                                                        |
| 10                                                        | Kateřina Siniaková                                        | 4895                                                      | 0                                                         | 12                                                        |
| 11                                                        | Erin Routliffe                                            | 4810                                                      | 0                                                         | 33                                                        |
| 12                                                        | Shuko Aoyama                                              | 4695                                                      | 0                                                         | 27                                                        |
| 13                                                        | Barbora Krejčíková                                        | 4665                                                      | 0                                                         | 11                                                        |
| 14                                                        | Ena Shibahara                                             | 4525                                                      | 0                                                         | 26                                                        |
| 15                                                        | Nicole Melichar                                           | 4275                                                      | 0                                                         | 29                                                        |
| 16                                                        | Desirae Krawczyk                                          | 4155                                                      | 0                                                         | 23                                                        |
| 17                                                        | Ellen Perez                                               | 4150                                                      | 0                                                         | 29                                                        |
| 18                                                        | Luisa Stefani                                             | 3970                                                      | 0                                                         | 20                                                        |
| 19                                                        | Demi Schuurs                                              | 3815                                                      | 0                                                         | 21                                                        |
| 20                                                        | Leylah Fernandez                                          | 3690                                                      | 0                                                         | 12                                                        |

## Torneos de Grand Slam

### Abierto de Australia
| Categoría            | Campeones                             | Finalistas                 | Resultado en la final   |
| Individual masculino | Novak Djokovic                        | Stefanos Tsitsipas         | 6-3, 7-6(7-4), 7-6(7-5) |
| Individual femenino  | Aryna Sabalenka                       | Elena Rybakina             | 4-6, 6-3, 6-4           |
| Dobles masculino     | Rinky Hijikata Jason Kubler           | Hugo Nys Jan Zieliński     | 6-4, 7-6(7-4)           |
| Dobles femenino      | Barbora Krejčíková Kateřina Siniaková | Shuko Aoyama Ena Shibahara | 6-4, 6-3                |
| Dobles mixtos        | Luisa Stefani Rafael Matos            | Sania Mirza Rohan Bopanna  | 7-6(7-2), 6-2           |

### Roland Garros
| Categoría            | Campeones                  | Finalistas                       | Resultado en la final |
| Individual masculino | Novak Djokovic             | Casper Ruud                      | 7-6(7-1), 6-3, 7-5    |
| Individual femenino  | Iga Świątek                | Karolína Muchová                 | 6-2, 5-7, 6-4.        |
| Dobles masculino     | Ivan Dodig Austin Krajicek | Sander Gillé Joran Vliegen       | 6-3, 6-1              |
| Dobles femenino      | Su-Wei Hsieh Xinyu Wang    | Leylah Fernandez Taylor Townsend | 1-6, 7-6(7-5), 6-1    |
| Dobles mixtos        | Miyu Kato Tim Puetz        | Bianca Andreescu Michael Venus   | 4-6, 6-4, [10-6]      |

### Wimbledon
| Categoría            | Campeones                     | Finalistas                         | Resultado en la final        |
| Individual masculino | Carlos Alcaraz                | Novak Djokovic                     | 1-6, 7-6(8-6), 6-1, 3-6, 6-4 |
| Individual femenino  | Markéta Vondroušová           | Ons Jabeur                         | 6-4, 6-4                     |
| Dobles masculino     | Wesley Koolhof Neal Skupski   | Marcel Granollers Horacio Zeballos | 6-4, 6-4                     |
| Dobles femenino      | Su-Wei Hsieh Barbora Strýcová | Storm Hunter Elise Mertens         | 7-5, 6-4                     |
| Dobles mixtos        | Mate Pavić Lyudmyla Kichenok  | Joran Vliegen Yifan Xu             | 6-4, 6-7(9-11), 6-3          |

### Abierto de los Estados Unidos
| Categoría            | Campeones                         | Finalistas                     | Resultado en la final |
| Individual masculino | Novak Djokovic                    | Daniil Medvédev                | 6-3, 7-6(7-5), 6-3    |
| Individual femenino  | Cori Gauff                        | Aryna Sabalenka                | 2-6, 6-3, 6-2         |
| Dobles masculino     | Rajeev Ram Joe Salisbury          | Rohan Bopanna Matthew Ebden    | 2-6, 6-3, 6-4         |
| Dobles femenino      | Gabriela Dabrowski Erin Routliffe | Laura Siegemund Vera Zvonareva | 7-6(11-9), 6-3        |
| Dobles mixtos        | Anna Danilina Harri Heliövaara    | Jessica Pegula Austin Krajicek | 6-3, 6-4              |

## Eventos por equipos

### United Cup
La United Cup fue la edición N.°1, del torneo internacional de tenis mixto en canchas duras al aire libre organizado por la Asociación de Tenistas Profesionales (ATP) y la Asociación de Tenis Femenino (WTA).
|  | Semifinales    | Semifinales    | Semifinales    |        |                | Final          | Final      | Final      |  |
|  | 6 y 7 de enero | 6 y 7 de enero | 6 y 7 de enero |        |                | 8 de enero     | 8 de enero | 8 de enero |  |
|  |                |                |                |        |                |                |            |            |  |
|  |                |                |                |        |                |                |            |            |  |
|  | Polonia        | Polonia        | 0              |        |                |                |            |            |  |
|  | Polonia        | Polonia        | 0              |        |                |                |            |            |  |
|  | Estados Unidos | Estados Unidos | 5              |        |                |                |            |            |  |
|  | Estados Unidos | Estados Unidos | 5              |        | Estados Unidos | Estados Unidos | 4          |            |  |
|  |                |                |                |        | Estados Unidos | Estados Unidos | 4          |            |  |
|  |                |                | Italia         | Italia | 0              |                |            |            |  |
|  | Grecia         | Grecia         | Italia         | Italia | 0              | 1              |            |            |  |
|  | Grecia         | Grecia         |                |        |                | 1              |            |            |  |
|  | Italia         | Italia         | 4              |        |                |                |            |            |  |
|  | Italia         | Italia         | 4              |        |                |                |            |            |  |
|  |                |                |                |        |                |                |            |            |  |

### Laver Cup
La Laver Cup fue la edición N.°5, es un torneo por equipos se jugó entre 23 y 25 de septiembre de 2023. Dos equipos compitieron por el título, con dos grupos de 6 integrantes, cada jornada constaba de 3 partidos de individuales y uno de dobles.
Cada partido dará puntos. Un punto en el día 1, dos puntos en el día 2 y tres puntos en el día 3.
| Día | Fecha            | Tipo de partido | Europa                           | Resultado          | Resto del mundo                   | Puntos por equipos                                | Resultado después del partido                     |
| 1   | 22 de septiembre | Individual      | Arthur Fils                      | 6-7(4-7), 1-6      | Ben Shelton                       | 1                                                 | 0-1                                               |
| 1   | 22 de septiembre | Individual      | Alejandro Davidovich             | 3-6, 5-7           | Francisco Cerúndolo               | 1                                                 | 0-2                                               |
| 1   | 22 de septiembre | Individual      | Gaël Monfils                     | 4-6, 3-6           | Félix Auger-Aliassime             | 1                                                 | 0-3                                               |
| 1   | 22 de septiembre | Dobles          | Arthur Fils Andrey Rublev        | 3-6, 6-4, [6-10]   | Tommy Paul Frances Tiafoe         | 1                                                 | 0-4                                               |
| 2   | 23 de septiembre | Individual      | Andrey Rublev                    | 2-6, 6-7(3-7)      | Taylor Fritz                      | 2                                                 | 0-6                                               |
| 2   | 23 de septiembre | Individual      | Casper Ruud                      | 7-6(8-6), 6-2      | Tommy Paul                        | 2                                                 | 2-6                                               |
| 2   | 23 de septiembre | Individual      | Hubert Hurkacz                   | 5-7, 3-6           | Frances Tiafoe                    | 2                                                 | 2-8                                               |
| 2   | 23 de septiembre | Dobles          | Hubert Hurkacz Gaël Monfils      | 5-7, 4-6           | Félix Auger-Aliassime Ben Shelton | 2                                                 | 2-10                                              |
| 3   | 24 de septiembre | Dobles          | Hubert Hurkacz Andrey Rublev     | 6-7(4-7), 6-7(5-7) | Ben Shelton Frances Tiafoe        | 3                                                 | 2-13                                              |
| 3   | 24 de septiembre | Dobles          | Alejandro Davidovich Arthur Fils | 3-6, 6-3, [8-10]   | Christopher Eubanks Milos Raonic  | Partido sin puntaje debido a que es de exhibición | Partido sin puntaje debido a que es de exhibición |

|                 |
| Campeones       |
| Resto del Mundo |
| Segundo título  |

### Copa Hopman
La Copa Hopman 2023 es la edición N.º 32 del torneo mixto de naciones.
| | Bandera de Suiza   | Suiza                       | 0         | 2 | Croacia | Bandera de Croacia |
| --- | ------------------ | --------------------------- | --------- | - | ------- | ------------------ |
| Nice Lawn Tennis Club - Central Court 23 de julio de 2023 1.ª sesión (16:00 CET) |                    |                             |           |   |         |                    |
| \| 1 \| \| Céline Naef \| 3 \| 4 \| \| \| 1 \| \| Donna Vekić \| 6 \| 6 \| \| \| 2 \| \| Leandro Riedi \| 1 \| 4 \| \| \| 2 \| \| Borna Ćorić \| 6 \| 6 \| \| \| 3 \| \| Céline Naef / Leandro Riedi \| No \| \| \| \| 3 \| \| Donna Vekić / Borna Ćorić \| disputado \| \| \| |                    |                             |           |   |         |                    |
| 1 | Bandera de Suiza   | Céline Naef                 | 3         | 4 |         |                    |
| 1 | Bandera de Croacia | Donna Vekić                 | 6         | 6 |         |                    |
| 2 | Bandera de Suiza   | Leandro Riedi               | 1         | 4 |         |                    |
| 2 | Bandera de Croacia | Borna Ćorić                 | 6         | 6 |         |                    |
| 3 | Bandera de Suiza   | Céline Naef / Leandro Riedi | No        |   |         |                    |
| 3 | Bandera de Croacia | Donna Vekić / Borna Ćorić   | disputado |   |         |                    |

### Copa Davis
La Copa Davis 2023 es la edición N.º 111 del torneo de selecciones nacionales masculinas de tenis más importante del mundo.
|  | Cuartos de final            | Cuartos de final            | Cuartos de final            |           |           | Semifinales          | Semifinales          | Semifinales          |  |           | Final           | Final           | Final           |  |
|  | 21 hasta el 23 de noviembre | 21 hasta el 23 de noviembre | 21 hasta el 23 de noviembre |           |           | 24 y 25 de noviembre | 24 y 25 de noviembre | 24 y 25 de noviembre |  |           | 26 de noviembre | 26 de noviembre | 26 de noviembre |  |
|  |                             |                             |                             |           |           |                      |                      |                      |  |           |                 |                 |                 |  |
|  |                             |                             |                             |           |           |                      |                      |                      |  |           |                 |                 |                 |  |
|  | 1.ºA                        | Canadá                      | 1                           |           |           |                      |                      |                      |  |           |                 |                 |                 |  |
|  | 1.ºA                        | Canadá                      | 1                           |           |           |                      |                      |                      |  |           |                 |                 |                 |  |
|  | 2.ºD                        | Finlandia                   | 2                           |           |           |                      |                      |                      |  |           |                 |                 |                 |  |
|  | 2.ºD                        | Finlandia                   | 2                           |           | Finlandia | Finlandia            | 0                    |                      |  |           |                 |                 |                 |  |
|  |                             |                             |                             |           | Finlandia | Finlandia            | 0                    |                      |  |           |                 |                 |                 |  |
|  |                             |                             | Australia                   | Australia | 2         |                      |                      |                      |  |           |                 |                 |                 |  |
|  | 1.ºC                        | República Checa             | Australia                   | Australia | 2         | 1                    |                      |                      |  |           |                 |                 |                 |  |
|  | 1.ºC                        | República Checa             |                             |           |           |                      |                      |                      |  |           |                 |                 |                 |  |
|  | 2.ºB                        | Australia                   | 2                           |           |           |                      |                      |                      |  |           |                 |                 |                 |  |
|  | 2.ºB                        | Australia                   | 2                           |           |           |                      |                      |                      |  | Australia | Australia       | 0               |                 |  |
|  |                             |                             |                             |           |           |                      |                      |                      |  | Australia | Australia       | 0               |                 |  |
|  |                             |                             | Italia                      | Italia    | 2         |                      |                      |                      |  |           |                 |                 |                 |  |
|  | 2.ºA                        | Italia                      | Italia                      | Italia    | 2         | 2                    |                      |                      |  |           |                 |                 |                 |  |
|  | 2.ºA                        | Italia                      |                             |           |           |                      |                      |                      |  |           |                 |                 |                 |  |
|  | 1.ºD                        | Países Bajos                | 1                           |           |           |                      |                      |                      |  |           |                 |                 |                 |  |
|  | 1.ºD                        | Países Bajos                | 1                           |           | Italia    | Italia               | 2                    |                      |  |           |                 |                 |                 |  |
|  |                             |                             |                             |           | Italia    | Italia               | 2                    |                      |  |           |                 |                 |                 |  |
|  |                             |                             | Serbia                      | Serbia    | 1         |                      |                      |                      |  |           |                 |                 |                 |  |
|  | 2.ºC                        | Serbia                      | Serbia                      | Serbia    | 1         | 2                    |                      |                      |  |           |                 |                 |                 |  |
|  | 2.ºC                        | Serbia                      |                             |           |           |                      |                      |                      |  |           |                 |                 |                 |  |
|  | 1.ºB                        | Gran Bretaña                | 0                           |           |           |                      |                      |                      |  |           |                 |                 |                 |  |
|  | 1.ºB                        | Gran Bretaña                | 0                           |           |           |                      |                      |                      |  |           |                 |                 |                 |  |
|  |                             |                             |                             |           |           |                      |                      |                      |  |           |                 |                 |                 |  |

### Copa Billie Jean King
La Copa Billie Jean King 2023 es la edición N.°60 del torneo de selecciones nacionales femeninas de tenis más importante del Mundo.
|  | Semifinales     | Semifinales     | Semifinales     |        |        | Final           | Final           | Final           |  |
|  | 11 de noviembre | 11 de noviembre | 11 de noviembre |        |        | 12 de noviembre | 12 de noviembre | 12 de noviembre |  |
|  |                 |                 |                 |        |        |                 |                 |                 |  |
|  |                 |                 |                 |        |        |                 |                 |                 |  |
|  | 1ºA             | República Checa | 1               |        |        |                 |                 |                 |  |
|  | 1ºA             | República Checa | 1               |        |        |                 |                 |                 |  |
|  | 1ºC             | Canadá          | 2               |        |        |                 |                 |                 |  |
|  | 1ºC             | Canadá          | 2               |        | Canadá | Canadá          | 2               |                 |  |
|  |                 |                 |                 |        | Canadá | Canadá          | 2               |                 |  |
|  |                 |                 | Italia          | Italia | 0      |                 |                 |                 |  |
|  | 1ºD             | Eslovenia       | Italia          | Italia | 0      | 0               |                 |                 |  |
|  | 1ºD             | Eslovenia       |                 |        |        | 0               |                 |                 |  |
|  | 1ºB             | Italia          | 2               |        |        |                 |                 |                 |  |
|  | 1ºB             | Italia          | 2               |        |        |                 |                 |                 |  |
|  |                 |                 |                 |        |        |                 |                 |                 |  |

### Resultado final
| United Cup 2023 | Laver Cup 2023  | Copa Hopman 2023 | Copa Billie Jean King 2023 | Copa Davis 2023 |
| Estados Unidos  | Resto del Mundo | Croacia          | Canadá                     | Italia          |

## Retiros
- Feliciano López
- Pablo Andújar
- Thomaz Bellucci
- Malek Jaziri
- Thomas Fabbiano
- Jérémy Chardy
- Ivo Karlović[3]
- Juan Sebastián Cabal
- Robert Farah
- John Isner
- Mikael Ymer
- Jack Sock
- Guido Pella
- Matthias Bachinger
- Pedro Sousa
- Yuichi Sugita
- Peter Gojowczyk

- Irina Falconi
- Kirsten Flipkens
- Anett Kontaveit
- Sania Mirza
- Ayumi Morita
- Anastasia Rodionova
- Samantha Stosur
- Coco Vandeweghe
- Maryna Zanevska
- Barbora Strýcová
- Misaki Doi